# Акараже

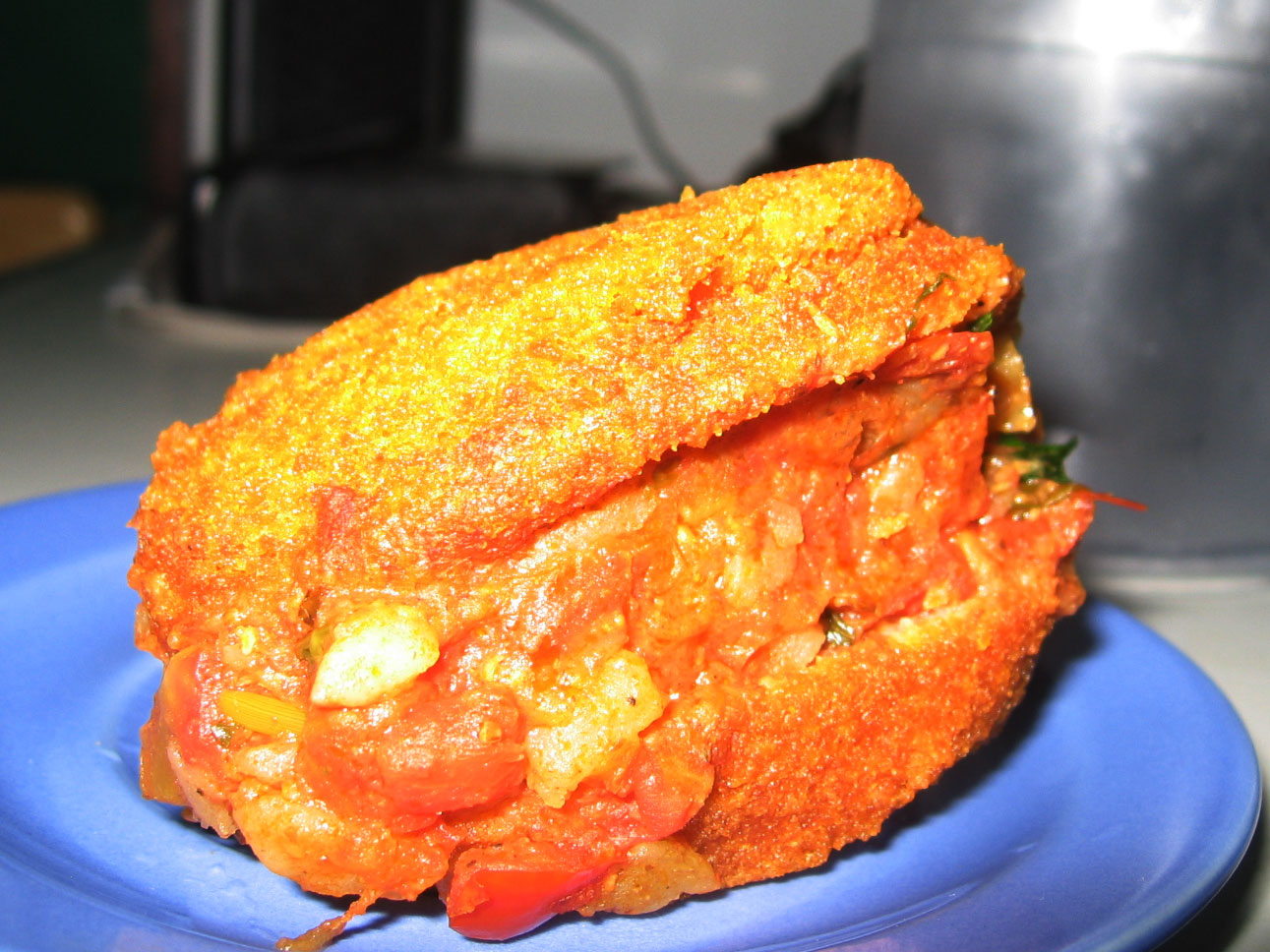

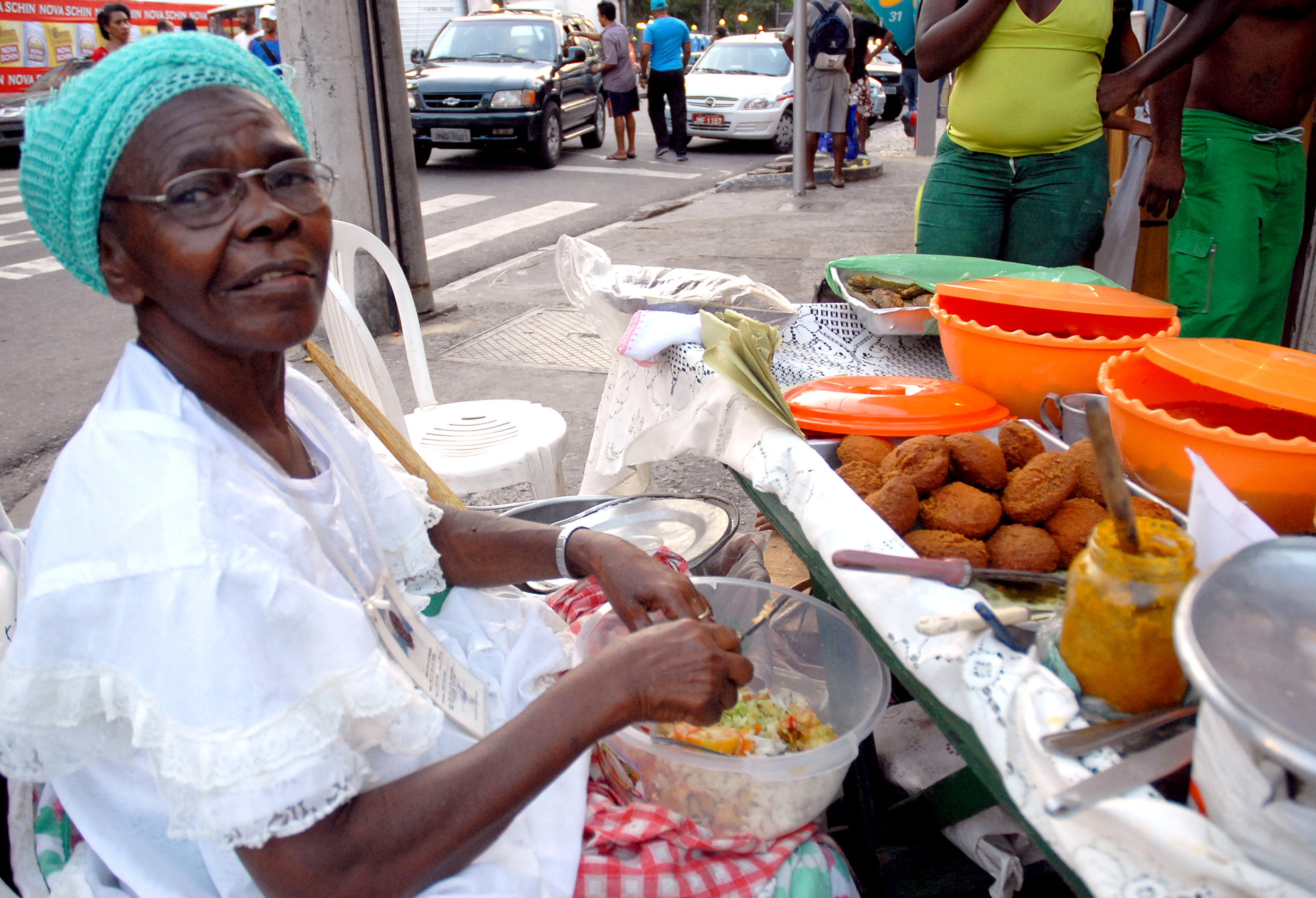
Вулична торгівка аракаже в Салвадорі, Баїя

Акараже — страва з очищеного коров'ячого гороху, якій надається кругла форма і яка потім смажиться на пальмовій олії, одна з традиційних страв нігерійської і бразильської кухні. Як начинка й додаткові інгредієнти можуть служити смажені креветки, горіхи кеш'ю, салат, зелені та червоні помідори, гострий перцевий соус, квасоля, імбир, часник і так далі.
Ця страва найбільш поширена в Баїя, північно-східному штаті Бразилії, особливо в місті Салвадор, як вулична їжа, а також відома в більшості районів Нігерії, Гани, Того і Беніну. У Бразилії вона з'явилася після початку ввезення туди рабів із Західної Африки в XVI столітті.
У Баїя існує ціла соціальна група торговців акараже, так звані баянас; майже всі вони є жінками-афробразильянками і носять специфічний одяг: білі ситцеві сукні, хустки, шапки особливої форми, барвисті намиста. Їх закличні кричалки та образ як такий стали частиною культури цього бразильського штату.